# Dzimou (peuple)
Pour les articles homonymes, voir Dzimou.
Les Dzimou sont une population vivant au sud-est du Cameroun, notamment dans le département du Haut-Nyong, autour de Lomié, où ils voisinent souvent avec les pygmées. Ils sont proches des Djem et des Badjoué.

## Population
Une étude de 1933 les classait parmi les « tribus forestières de l'Est », les situait dans les subdivisions de Lomié et Moloundou et estimait leur nombre à 8 300.

## Langue
Ils parlent le koonzime (ou dzimou).